# ラウイスクス類
ラウイスクス類（ラウイスクスるい、学名：Rauisuchia）は、三畳紀に生息した絶滅した偽鰐類の爬虫類。類縁仮説にもよるが、下位分類群にポポサウルス上科とラウイスクス上科（ラウイスクス科を含む）がおり、これらの多くは共に当時の肉食動物であった。ラウイスクス類は三畳紀における優勢な捕食者であり、特にラウイスクス上科の動物はこの時代における頂点捕食者であった。ラウイスクス類をはじめとする偽鰐類の存在は、恐竜を中心とする陸上生態系への生態系シフトを阻んでいたとされる。
なお偽鰐類の類縁関係は研究者によって見解が異なるため、ラウイスクス類を1つの単系統群として纏めず、ワニ形類に繋がる側系統群とする見解もある。ラウイスキア類（ラウイスキアるい）とも。

## 特徴
ラウイスクス類は植竜類と異なり、直立型の四肢を有していた。この時代の偽鰐類は直立歩行を獲得しており、オルニトスクス科や鷲竜類といったラウイスクス類以外の偽鰐類も直立歩行を行うことが知られている。ラウイスクス類は多様性に富んでおり、多くは四足歩行をしていたが、短い前肢を持ち二足歩行を行った属種も存在する。また、ラウイスクス類は概して肉食動物であったが、雑食性または植物食性に適応したものも登場した。

### ポポサウルス上科
ラウイスクス類のうちポポサウルス上科には二足歩行を行う属が存在したことが知られている。例としてシュヴォサウルスは二足歩行のボディプランに基づいて三畳紀のオルニトミモサウルス類（獣脚類の恐竜）としてかつて誤同定されており、またエフィギアもオルニトミモサウルス類との収斂進化の例として言及されている。これらは歯を欠く頭部・長い頸部・細い前肢を有した。
2013年時点でポポサウルス上科の最古の化石記録はアリゾナサウルスである。ポポサウルス上科も後述するラウイスクス上科と同じく肉食動物であったが、雑食性または植物食性に進化したものが知られている。中期三畳紀の中国で化石が産出したロトサウルスは歯を持たない代わりに嘴を有し、またスピノサウルス（白亜紀の恐竜）やディメトロドン（ペルム紀の単弓類）のように背部に帆のような突起を有した。

### ラウイスクス上科
ラウイスクス上科は強靭な顎を持つ肉食動物の分類群であり、最大で全長8メートルを超過する大型の属種も存在した。小林快次はファソラスクスのようなラウイスクス上科の動物の頭蓋骨が後期白亜紀のティラノサウルス科の恐竜（特にティラノサウルスやタルボサウルス）の頭蓋骨と類似することを指摘しており、両者が収斂進化を遂げたことに触れている。生態もティラノサウルスやアロサウルスといった後の遥か大型の獣脚類と類似した可能性が推察されている。
ラウイスクス上科の動物は四足歩行性であったが、二足歩行も可能であったと見られている。後期三畳紀のポストスクスは全長4メートル、立ち上がって身長2メートルに達する動物であったが、体そのものは華奢であり二足で走行したと考えられている。
約2億4000万年前に出現したラウイスクス上科は当時の陸上生態系における頂点捕食者のグループであり、約2億3000万年前に出現した恐竜の大型化・台頭を阻んでいた可能性がある。当時のラウイスクス上科の動物は恐竜を獲物にした可能性が高く、また植物食動物であった鷲竜類も捕食対象にしていたと考えられている。

## 系統
ラウイスクス類を含め、偽鰐類の類縁仮説は研究者によって異なったものが得られている。Brusatte et al. (2010)の系統樹では、ラウイスクス上科とポポサウルス上科は1つの分岐群として纏められており、その共通祖先はオルニトスクス科と分岐し、さらにそれらの共通祖先がワニ形類・鷲竜類の共通祖先と分岐している。一方でNebitt (2011)の系統樹では、ラウイスクス科はワニ形類と最も近縁であり、その共通祖先がポポサウルス上科と分岐し、さらにそれらの共通祖先が鷲竜類と分岐する。
Nesbitt (2011)の類縁仮説では、ポポサウルス上科以外のラウイスクス類とワニ形類とが1つの分岐群として纏められる。当該分岐群はロリカタ類と呼称されており、ポポサウルス上科との間で側ワニ形類を二分する。